# Diplazon walleyi
Diplazon walleyi är en stekelart som beskrevs av Dasch 1964. Diplazon walleyi ingår i släktet Diplazon och familjen brokparasitsteklar. Inga underarter finns listade i Catalogue of Life.